# Le Bon Marché

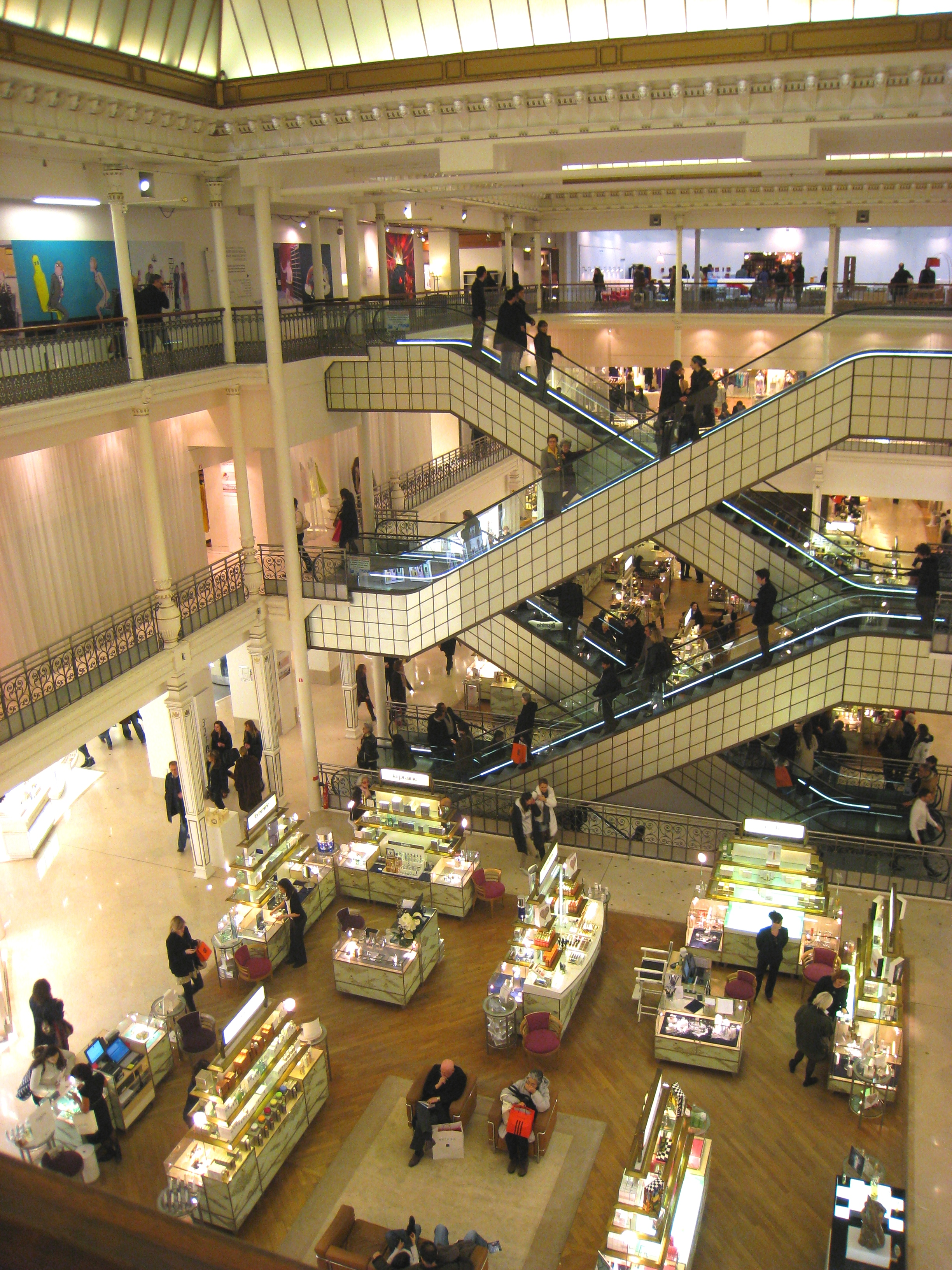
Gli interni

Le Bon Marché ("buon affare" in francese; pronuncia francese: [lə bɔ̃ maʁˈʃe]) è uno dei più grandi magazzini di Parigi. A volte è considerato come il "primo grande magazzino del mondo". Il fondatore fu Aristide Boucicaut.
Il negozio nacque come un piccolo negozio a Parigi durante il 1838 ed era un grande magazzino a prezzo fisso dal 1850 circa. È stato un business di successo e un nuovo edificio è stato costruito per l'archivio da Louis-Auguste Boileau nel 1867. Louis Charles Boileau, suo figlio, continuò a costruire il negozio nel 1870, sotto la consulenza di Gustave Eiffel per una parte della struttura. Louis-Hippolyte Boileau, nipote di Louis Auguste, ha lavorato a una estensione del negozio nel 1920.
Dopo aver adottato l'emblema a incastro di anelli nel 1914, Pierre de Coubertin commissionò la tessitura delle bandiere a Le Bon Marchè per le Olimpiadi del 1916, che tuttavia debutteranno solo nell'olimpiade successiva.